# Houyva
La rivière Houyva (en ukrainien : Гуйва) est un cours d'eau d'Ukraine et un affluent droit de la Teteriv, dans le bassin du Dniepr. Elle arrose les oblasts de Vinnytsia et de Jytomyr.

## Géographie
La Houyva prend sa source près du village de Nepedivka, au nord de l'oblast de Vinnytsia, et se dirige vers le nord. Elle entre ensuite dans l'oblast de Jytomyr, arrose la ville d'Androuchivka, où son cours prend alors une direction nord-ouest et décrit des méandres jusqu'à son point de confluence avec la Teteriv, tout près de la ville de Jytomyr.
La Houyva est longue de 97 km et draine un bassin de 1 505 km2.
Un petit réservoir, aménagé sur son cours à Androuchivka, est utilisé pour l'approvisionnement en eau de la ville, pour l'irrigation et la pisciculture.

## Sources
- (uk) Cet article est partiellement ou en totalité issu de l’article de Wikipédia en ukrainien intitulé « Гуйва (річка) » (voir la liste des auteurs).